# Конституция Техаса
Конституция штата Техас (англ. Constitution of Texas) — документ, который описывает структуру и функции правительства американского штата Техас.
Текущий документ вступил в силу 15 февраля 1876 года, и является седьмой конституцией в истории Техаса. Шесть предыдущих включали в себя конституцию мексиканского штата Коауила-и-Техас, конституцию Республики Техас 1836 года, а также конституции штата 1845, 1861, 1866, и 1869 годов.
Действующая Конституция является одной из самых длинных конституций штатов в США. С момента её первоначального принятия по ноябрь 2017 года было предложено в общей сложности 680 поправок, 498 из которых были утверждены избирателями, а 182 были отклонены.
Большинство поправок обусловлены ограничительным характером документа — Конституция Техаса утверждает, что штат Техас имеет лишь те полномочия, которые явно предоставлены ему. В ней нет эквивалента понятия «права законодательного органа на принятие всех необходимых и надлежащих законов», существующего в федеральной конституции. Таким образом, Конституция Техаса является лимитирующим документом, в то время как федеральная конституция является документом, предоставляющим права. Тем не менее конституция Техаса короче конституции Алабамы, количество поправок в которую перевалило за 900, несмотря на то, что конституция была принята на 25 лет позже нынешней конституции Техаса, а также конституции Калифорнии, позволяющей вносить поправки путём инициативы.

## Статьи Конституции Техаса

### Преамбула
«Смиренно прося благословения Всемогущего Бога, мы, народ штата Техас, торжественно провозглашаем и устанавливаем настоящую Конституцию»

### Статья 1: «Билль о правах»
Первая статья техасской конституции содержит билль о правах. Статья первоначально содержала 29 разделов, четыре раздела были добавлены позже. Большинство положений статьи касаются конкретных принципиальных ограничений на силу государственной власти и определённые права граждан, которые не могут быть проигнорированы при каких обстоятельствах.
«Вся политическая власть заключается в людях, и все свободные правительства основаны на их полномочиях, и установлены для их пользы. Доверие народа Техаса основано на обете сохранения республиканской формы правления, и, с учётом только этого ограничения, у людей Техаса во все времена есть неотъемлемое право вносить изменения, реформировать или упразднить правительство в том порядке, который они посчитают целесообразным.»
(Статья 1, часть 2)
Данное положение Конституции Техаса применяются только к правительству штата Техас. Тем не менее ряд положений федеральной конституции может применяться как к конституции штата, так и к федеральной конституции, при условии проведения надлежащей правовой процедуры, введённой 14-й поправкой. Это означает, что суды Техаса должны интерпретировать дублирующиеся положения федеральной и местной конституции, таких, как свобода слова, по крайней мере так же широко, как это делают федеральные суды. Суды Техаса могут (но не обязаны) интерпретировать положения более широко, постановив, что они ограничивают власть штатов больше, чем федеральные коллеги (Брейден, 1972).

#### Потерявшие силу части
Четвёртая часть статьи запрещает должностным лицам требовать проведения каких-либо религиозных тестов, если они «признают существование высшего существа». Последнее требование, а также аналогичные положения в нескольких других конституциях штатов, нарушает первую поправку запрещающую поддержку какой-либо религии (а также включающую право не исповедовать и не практиковать никакой религии), а более конкретно нарушает шестую статью Конституции США, которая запрещает любые религиозные проверки для получения государственной должности. Подобные положения были успешно оспорены в Южной Каролине (Силверман против Кэмпбелла) и Мэриленде (Торкасо против Уоткинса). Поскольку проведение подобных тестов почти наверняка будет признано неконституционным в Федеральном суде в случае их оспаривания, в нынешнее время тесты не проводятся.
В ноябре 2005 года была принята часть 32, запрещавшая признание однополых браков и однополых гражданских союзов. Часть потеряла юридическую силу в связи с решением Верховного суда по делу Обергефелл против Ходжеса.

### Статья 2: «Полномочия правительства»
Предусматривает разделение полномочий правительства.
В ней также указывается, что правительство не имеет права взять на себя другие аспекты управления штатом. Что вся власть должна быть отделена поровну между управляющими органами.

### Статья 3: «Законодательная власть»
Третья статья конституции Техаса наделяет законодательной властью легислатуру штата Техас и разделяет легислатуру на Сенат Техаса и Палату Представителей. В ней также перечислены требования, предъявляемые к сенаторам и представителям и регламентируются особенности законодательного процесса. Наконец, статья содержит многие существенные ограничения на полномочия законодательного органа и большое количество исключений из этих ограничений. В частности, раздел 49 ограничивает полномочия законодательного органа привлекать заемные средства, в то время как ряд других разделов (в том числе два раздела по иронии носящие одинаковое название «49-n») позволяют законодательной власти выпускать облигации для конкретных целей. Статья 66 ввела понятие «резервного фонда штата».
Как и в Конституции США, законопроекты могут быть инициированы любой из палат (Раздел 31), но законы для повышения доходов штата должны исходить только от Палаты Представителей (Раздел 33).
Кроме того, раздел 49a требует контроля сумм на публичных счетах штата и ожидаемого дохода за двухлетний период. Ни один закон штата не может быть принят, если на него не будет денег (исключение составляют экстренные законы, за которые проголосовало 80 % членов обеих палат), Контролёр штата имеет полномочия отменять и возвращать в легислатуру все законопроекты нарушающие данное требование.
Раздел 39 позволяет законопроекту вступить в силу немедленно после его подписания губернатором, если закон будет принят 2/3 голосов членов обеих палат, если иное не указано в законопроекте, в противном случае, законопроект вступает в силу с 1 сентября (день начала финансового года штата).

### Статья 4: «Исполнительная власть»
Описывает полномочия и обязанности губернатора, вице-губернатора, государственного секретаря, контролёра государственных счетов, комиссара Главного управления землёй, и генерального прокурора. За исключением госсекретаря вышеозначенные должностные лица являются частью так называемой коллегиальной исполнительной системы. Вице-губернатор, как и другие официальные лица, такие как контролёра государственных счетов, комиссар Главного управления землёй, и генеральный прокурор, избирается отдельно от губернатора.
В соответствии с частью 16 настоящей статьи, вице-губернатор автоматически получает полномочия губернатора, когда губернатор находится за пределами штата Техас, независимо от причины.

### Статья 5: «Судебная власть»
Описывает состав, полномочия и юрисдикцию Верховного суда штата, суда по уголовным апелляциям, районных, окружных и уполномоченных судов и мировых судов.

### Статья 6: «Избирательное право»
Лишает избирательных прав несовершеннолетних, преступников, и людей, которые считаются невменяемыми судом (хотя законодательный орган может делать исключения для людей в двух последних категориях). Описывает правила выборов.

### Статья 7: «Образование»
Регламентирует положения государственных школ, приютов и университетов. «… в обязанности законодательного органа государства входит введение, обеспечение необходимой поддержки и сопровождение эффективной системы бесплатного образования в школах» (статья 7 Конституции Техаса). Эта проблема всплыла в ходе недавних судебных разбирательств по поводу урезания финансирования образования и ограничений, которые штат наложил на местные школьные округи.
В этой статье также обсуждается создание и поддержание постоянного университетского фонда (разделы 11, 11a и 11b) и выдвигается требование создания «Первоклассного университета» (раздел 10, сегодняшний Техасский университет в Остине), а также сельскохозяйственного и механического колледжа (раздел 13, сегодняшний Техасский университет A&M, который открылся за семь лет до Остинского университета). Интересно, что раздел 13 требует, чтобы сельскохозяйственный и механический колледж был филиалом Техасского университета. На практике же эти два университета всегда были отдельными и сегодня являются флагманами в соответствующих системах университетов. Раздел 14 предписывает сельскохозяйственному и механическому колледжу Прейри-Вью стать частью техасского сельскохозяйственного и механического колледжа.

### Статья 8: «Налоги и сборы»
Восьмая статья накладывает различные ограничения на возможность законодательных и местных органов власти назначать налоги. Большинство из ограничений касаются местных налогов на имущество. (Раздел 1e запрещает иметь налог штата на имущество.)
В Техасе нет подоходного налога штата с частных лиц. Раздел 24 принятый поправкой в 1993 году, ограничивает возможность введения этого налога законодательными органами. Закон о введении подоходного налога должен быть ратифицирован в результате референдума, как для того, чтобы вступить в силу, так и для принятия любых поправок в него, если они ведут к увеличению «коллективной ответственности» всех лиц, подлежащих налогообложению. Поступления от налога должны в первую очередь использоваться для уменьшения местных налогов на имущество школ, а любой остаток должен использоваться для поддержки образования в штате.
Подобного ограничения не существует для корпоративного подоходного налога или аналогичного налога, а в мае 2006 года законодатели заменили налог франшизы на налог с валовой выручки.

### Статья 9: «Округа»
Устанавливает правила создания округов и определении местоположения органов управления округов. Статья также включает несколько положений, касающихся создания окружных больничных районов в указанных округах, а также другие различные положения, касающиеся аэропортов и психического здоровья граждан.

### Статья 10: «Железные дороги»
Содержит единственный раздел, в котором заявляется, что железные дороги считаются «магистралями общего пользования» и железнодорожные перевозчики являются «обычными перевозчиками». (Этот раздел не имеет особого юридического смысла, поскольку перевозки даже внутри одного штата регулируются федеральным агентством Совет Наземного Транспорта США. Восемь других разделов были отменены в 1969 году.

### Статья 11: «Муниципальные образования»
Признаёт округ, как легальную политическую единицу штата, предоставляет определённые полномочия городам и округам, наделяет законодательным правом формирования школьных округов.
Разделы 4 и 5 посвящены оперированию городов исходя из численности населения. Раздел 4 гласит, что город с населением 5000 человек и менее имеет только те полномочия, предоставленные ему по общему закону. Раздел 5 позволяет городу, как только его население превышает 5000, принять законы самоуправления при условии, что они не противоречат техасским и федеральным законам. Город может сохранить возможность самоуправления, даже если его население впоследствии упадет ниже 5000 человек. Конституция не предоставляет привилегии самоуправления в округах и других специальных регионах.

### Статья 12: «Частные образования»
Статья 12 содержит два раздела предписывающие законодателям принять общие законы для создания частных территорий и запрещение создания частных образований специальным законом. Четыре других раздела были отменены в 1969 году, а ещё один в 1993 году.

### Статья 13: «Наименования испанских и мексиканских земель»
Устанавливала положения о правах собственности на испанские и мексиканские земли в попытке задобрить мексиканское правительство после американо-мексиканской войны. Эта статья была полностью отменена в 1969 году.

### Статья 14: «Общественные земли и земельное управление»
Статья содержит единственный раздел о Главного Земельном Управлении и должности комиссара Главного Земельного Управления Техаса. Семь других разделов были упразднены в 1969 году.

### Статья 15: «Импичмент»
Описывает процесс импичмента и перечисляет причины, по которым можно объявить импичмент судьям. Правом импичмента наделена палата представителей.

### Статья 16: Общие положения
Содержит различные положения, в том числе ограничения на процентные ставки, гражданской ответственности за убийство и наказание за взяточничество.
Раздел 15 сообщает, что Техас является штатом коммунальной собственности.
Раздел 28 запрещает удержание из заработной платы за исключением выплат бывшим супругам и алиментов по содержанию несовершеннолетних детей (однако федеральные законы также предусматривают удержание заработной платы в счёт погашения долга за обучение или в качестве подоходного налога).
Раздел 37 предусматривает конституционную защиту залога механика.
Статья 50 предусматривает защиту против принудительной продажи жилья для покрытия долгов, за исключением обращения взыскания на задолженности по недвижимости (ипотека, налоги, залоги механика, залоги недвижимости). Раздел также ограничивает размер залога за недвижимость, который, в сочетании со всеми другими кредиты под залог дома, не должен превышать 80 процентов от рыночной стоимости дома на момент получения кредита. Он также требует залоговая кредитная линия на дом была не менее 4000 долларов США (хотя ничто не мешает заемщику немедленно погасить часть кредита).
Хотя Техас является штатом с правом на работу, такая защита регулируются законом, в конституции такого положения нет.

### Статья 17: «Способ внесения изменений в Конституцию этого штата»
Несмотря на большое количество поправок (и предлагаемых поправок)в конституцию с момента её создания, единственным способом внесения поправок в конституцию, предусмотренном статьёй 17 является внесение через легислатуру, причем некоторые поправки подлежат утверждению избирателями. Конституция не предусматривает внесение поправок через инициативы, конституционный конвент или любым другим способом. Конституционный конвент 1974 потребовал от избирателей внести изменения в Конституцию, чтобы добавить отдельный раздел настоящей статьи; раздел был упразднён в 1999 году.
Раздел также предписывает специфические детали для уведомления общественности о выборах для утверждения поправок. Он требует, чтобы законодательная власть заранее опубликовала в газете короткий обзор поправки и название поправки в бюллетене. Он также требует, чтобы полный текст каждой поправки был размещен в каждом здании суда округа не менее чем за 50 дней (но не ранее чем за 60 дней) до даты выборов.
В отличие от конституции США, если поправка принимается, то меняется непосредственно текст той части конституции, которую затрагивает поправка (добавляется и/или удаляется текст).

## Попытки пересмотра
Из-за громоздкости конституции штата, были предприняты попытки разработать проект новой конституции или значительного пересмотра существующей:
- Наиболее успешная из попыток состоялась в 1969 году, когда 56 отдельных устаревших положений (в том числе полностью статьи 13 и 22 целые разделы из статей 10, 12, и 14) были успешно отменены[3].
- В 1971 году законодательный орган штата Техас запланировал на ноябрь 1972 голосование поправку, которая призывала легислатуру собраться в январе 1974 года на 90 дней, для проведения конституционного конвента[англ.] с целью разработки новой конституции штата. Поправка прошла (тем самым добавив раздел 2, статьи 17; раздел был позже отменен в ноябре 1999 года) и легислатура собралась в 1974 году. Однако, даже после дополнительных 60 дней для принятия новой конституции не хватило 3 голосов[4].
- В 1975 году законодательное собрание штата на очередной сессии предложили набор из восьми поправок на основе отклонённой конституции. Все восемь поправок были отклонены абсолютным большинством избирателей (в 250 из 254 округов штата, все восемь поправки были отклонены и только в Дуволе и Уэббе все восемь поправок были одобрены избирателями)[4].
- В 1979 году законодательное собрание вынесло на голосование четыре поправки, на основе конвенции 1974 года, из которых три были одобрены избирателями[5]:
  - Первая поправка, ввела единую «оценку района» для определения налога на недвижимость в каждом округе (в целях обеспечения единой оценочной стоимости на все имущество в округе. До этого каждый налоговый орган мог оценивать недвижимость по разным критериям
  - Другая поправка дала право апелляционному суду Техаса[англ.] рассматривать апелляции по уголовным делам (до этого апелляционные суды имели право рассматривать только гражданские дела), за исключением смертных приговоров
  - Последняя поправка дала ограниченное право губернатору Техаса снимать с официальных должностей политиков штата
- В 1995 году сенатор Джон Монтфорд разработал упрощённую версию конституции, похожую на версию 1974 года. Однако вскоре Монтфорд оставил своё место, чтобы стать канцлером Техасской системы технических университетов и его инициатива была заброшена.[5] В том же году избиратели одобрили поправку отменившую Управления Казначейства штата Техас и передачу обязанностей Контролёру государственных счетов.
- В 1998 году усилиями представителей двух партий, республиканского сенатора Билла Рэтлиффа и демократа из палаты представителей Роба Джанелла, а также при помощи студентов университета Анжело[англ.] был представлен новый проект конституции. Второй вариант был предложен к рассмотрению 76-го законодательного собрания, но не нашел поддержки в соответствующем комитете[5].